# オールレーズン

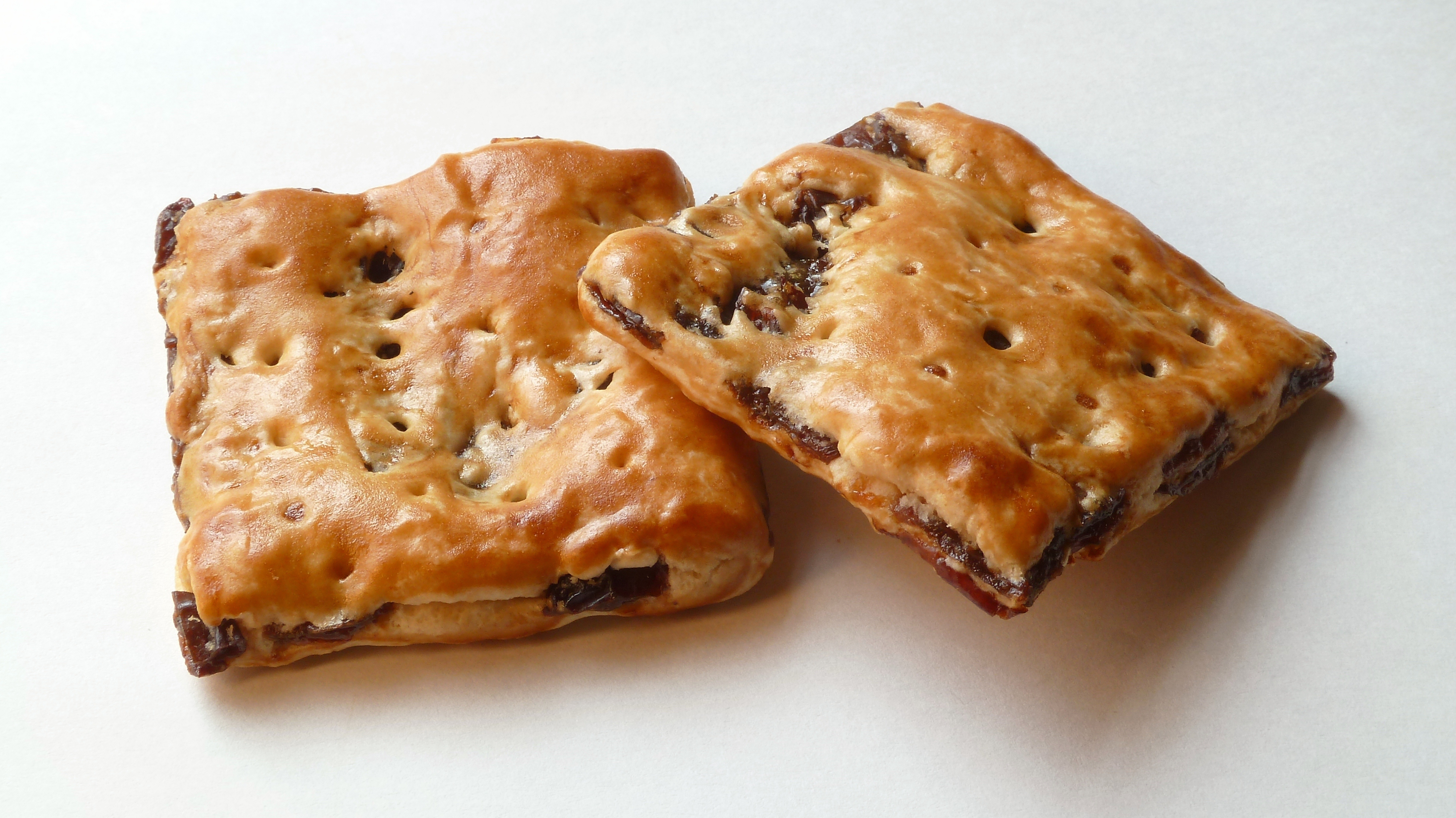
オールレーズン

オールレーズンは、東ハトが製造販売する、レーズンを生地に練り込んで作られたクッキー。キャラメルコーンと並ぶ、同社のロングセラー商品である。

## 概要
1972年の発売以降、人気となっている東ハトを代表する焼き菓子である。
製品は1個約1センチメートルの厚さであるが、生地とレーズンとで10センチメートルの厚みがあるものを圧縮して焼き上げてある旨が、製品パッケージ裏に記載されている。

## 開発の経緯
オールレーズンの開発が行われる当時は、日本と欧米諸国との間でビスケットを作る技術に差があり、このことは東ハト創業者の小林茂義も強く感じていた。そこで、欧米から技術者を呼んで技術交流など行い、イギリスの伝統菓子「ガリバルディ」にヒントを得て開発することとなった。
ガリバルディはパリパリした食感であるが、これを日本人好みのしっとりした食感に変え、栄養価の高いレーズンを多く使うことで素材感を強めた。
クッキーの間にレーズンを敷き詰め、どこから食べてもレーズンの味がするという意味で、「オールレーズン」と名付けられ、1972年に発売開始された。

## パッケージの遷移
発売当初は、高級感を出すために黒を基調としたパッケージで、中身（生地）が見える透明の窓が設けられ、白い大きなロゴ「ALL RAISIN」が描かれていた。また、レーズンが多く使用されていることを表現するために、ワンパックの形で販売された。
日本に共働きや核家族世帯が増えたことで、食べたいときに食べられる個包装商品の需要が増加し、オールレーズンにも個包装を要望する声が増えるようになったことを受け、2016年に2枚1個包装に変更し、黒を基調としたパッケージに、金色のロゴとブドウを描くことでレーズン感を出したシンプルだが高級感があるデザインに変更された。
2022年のパッケージ変更では、黒を基調としているのは変わらないが、素材のみずみずさを表現すると共に、ロゴも原点回帰して白としている。

## 姉妹品
- オールプルーン - レーズンの代わりにプルーンを挟む[4]
- オールアプリコット - レーズンの代わりにアプリコットを挟む[5]。
- オールアップル - レーズンの代わりに蜜煮リンゴを挟む[6]。
- オールレーズングラノーラ - グラノーラを使用[7]。
- オールパイン - レーズンの代わりにパイナップルを挟む[8]。
- オールあずきミルク - レーズンの代わりに糖漬け小豆を挟む[9]。
- オールおさつ - レーズンの代わりにサツマイモを挟む[10][11]。
- 6枚オールレーズン / 6枚オールアップル - 少量品[4]。
- 6Pちっちゃいオールアソートレーズン&アズキ・抹茶仕立て - 食べきりサイズの小袋が両方とも3袋入った商品。
- オールクランベリー - レーズンの代わりにクランベリーを挟んだもので、オールレーズン同様、現在も発売されている。

かつては夏季限定商品としてココナッツを用いた「オールココナッツ」があったが、現在は季節限定商品として「ファミリーサイズオールアソートクランベリー&レーズン」が発売されることがある。